# Kevin MacLeod (musicien)
Pour les articles homonymes, voir Kevin MacLeod et MacLeod.
Kevin MacLeod est un compositeur et producteur musical américain né le 28 septembre 1972 à Green Bay,. Décrit comme « le compositeur le plus prolifique dont personne n'a jamais entendu parler » par le New York Times, il est surtout connu pour sa mise en ligne de musique libre de droits sur son site Incompetech.com.
MacLeod a réalisé plus de 2 000 pièces musicales qu'il distribue sous licence Creative Commons Attribution 3.0,,,. La flexibilité de la licence fait en sorte que son œuvre est utilisée dans des millions de vidéos sur YouTube ainsi que dans des milliers de films, et plus d'une centaine de jeux vidéo. Devant le succès de ses compositions, il est considéré comme « sans doute le musicien le plus écouté au monde ».

## Biographie

### Jeunesse et éducation
Kevin MacLeod est né à Green Bay, dans le Wisconsin en 1972. Très jeune, il prend des leçons de piano : « à quatre ans ou quelque chose comme ça ». Il poursuit ses études à l'université du Wisconsin à Green Bay (UWGB), où il étudie l'ingénierie électrique. Cependant, en partie à cause des cours obligatoires de chimie qu'il n'appréciait pas du tout, il change de parcours et se réoriente vers l'éducation musicale après un mois de cours.
Il n'obtient aucun diplôme de l'UWGB. Il est brièvement développeur informatique pendant la bulle internet. Parmi ses amis qui avaient poursuivi une carrière dans l'audiovisuel, plusieurs se plaignaient de ne pas avoir de musique gratuite à disposition, alors il s'est mis à faire ses propres compositions et à les partager en ligne, notamment sur YouTube. C'est à ce moment qu'il crée son propre site internet, Incompetech.com.

### Carrière
MacLeod publie des musiques libres de droit sur son site internet Incompetech.com, qui sont destinées à « tous ceux qui souhaitent les utiliser, pour quelque projet que ce soit ». Sa musique est libre d'utilisation, mais requiert que son utilisateur le crédite, comme prévu par la licence Creative Commons Attribution. Ceux qui souhaiteraient utiliser ses chansons sans le créditer peuvent payer 30 dollars pour une musique, 50 dollars pour deux musiques et 20 dollars par musique supplémentaire. MacLeod perçoit quelques revenus de la part des plateformes de streaming, mais se repose autrement sur les donations faites sur Patreon.
Les multiples usages possibles par ses musiques font qu'elles sont utilisées dans des milliers de films et dans des millions de vidéos, publiées sur YouTube ou sur tout autre réseau social. En 2017, sa musique est utilisée pendant l'une des émissions diffusées en direct depuis la Station spatiale internationale, Earth From Space. Le film de 2011 de Martin Scorsese Hugo Cabret et le jeu vidéo Kerbal Space Program utilisent ses musiques. Lorsque Will Ferrell et Kristen Wiig ont présenté un prix aux Golden Globes 2024, leur utilisation de la musique Fluffing a Duck de MacLeod a été largement remarquée et lui a accordé une attention considérable.
L'une de ses compositions, Monkeys Spinning Monkeys, fait partie des musiques les plus jouées sur TikTok ; de janvier à juin 2021, elle est jouée plus de 31,5 milliards de fois,.
Pour Kevin MacLeod, publier ses musiques sous la licence Creative Commons permet de maximiser le nombre de personnes qui peuvent les utiliser,. Sur la FAQ de son site internet, il critique ouvertement l'état actuel des droits d'auteur ; il espère créer « une alternative qui pourrait les concurrencer directement ».
MacLeod a également créé le site internet FreePD.com, qui regroupe les œuvres libres de droit de plusieurs artistes. Plutôt que d'attendre que les droits d'auteurs expirent, il espère fournir une librairie audio de qualité composée de nouvelles compositions d'artistes contemporains. Une partie des musiques de MacLeod sont également disponibles sur ce site ; il explique que ces musiques ne sont « pas commercialement viables au sens traditionnel du terme et ne font que saturer [son site Web principal], ce qui empêche les gens de trouver les pièces qu'ils souhaitent ».

## Documentaire
Kevin MacLeod fait l'objet d'un documentaire intitulé Royalty Free: The Music of Kevin MacLeod sorti en octobre 2020. Ryan Camarda, réalisateur et producteur du film, a mené une campagne de financement sur Kickstarter avec un objectif de 30 000 $. À la fin de la campagne, 524 contributeurs avaient promis un total de 30 608 $. Selon la page Kickstarter, le montant était nécessaire pour le transport afin de mener des entretiens en personne avec les différents sujets présentés dans le film. Le documentaire est bien accueilli par la critique.

## Distinctions
En 2015, Kevin MacLeod reçoit l'International Honorary Web Video Award aux German Web Video Awards de 2015 de la part de l'European Web Video Academy pour son travail et son influence sur la communauté audiovisuelle d'internet.

## Discographie

### Albums et compilations
- 1999 : Springwell
- 2006 : Dorney Rock
- 2006 : Missing Hits 2
- 2012 : Cuentos de Recuperación (with Sonia Echezuria)
- 2014 : Horror Soundscapes
- 2014 : Highland Strands
- 2014 : Ghostpocalypse
- 2014 : Calming
- 2014 : Hard Electronic
- 2014 : Madness and Paranoia
- 2014 : PsychoKiller
- 2014 : Supernatural Haunting
- 2014 : The Ambient
- 2014 : Cephalopod
- 2014 : Dark World
- 2014 : Disco Ultralounge
- 2014 : Polka! Polka! Polka!
- 2014 : Primal Drive
- 2014 : Sadness
- 2014 : The Descent
- 2014 : Dark Continent
- 2014 : Wonders
- 2014 : Action Cuts
- 2014 : Aspiring
- 2014 : Light Electronic
- 2014 : Medium Electronic
- 2014 : Mystery
- 2014 : Tenebrous Brothers Carnival
- 2014 : Atlantean Twilight
- 2014 : Healing
- 2014 : Latinesque
- 2014 : Take the Lead
- 2014 : Thatched Villagers
- 2014 : Happyrock
- 2014 : Music to Delight
- 2014 : Silent Film: Light Collection
- 2014 : Vadodara
- 2014 : Bitter Suite
- 2014 : Comedy Scoring
- 2014 : Double Drift
- 2014 : Reunited
- 2014 : Funkorama
- 2014 : Oddities
- 2014 : Silent Film: Dark Collection
- 2015 : Christmas!
- 2015 : Darkness
- 2015 : Exhilarate
- 2015 : Film Noire
- 2015 : Fluidscape
- 2015 : Netherworld Shanty
- 2015 : Romance
- 2015 : Video Classica
- 2015 : Virtutes Instrumenti
- 2015 : Ossuary
- 2015 : Pixelland
- 2016 : Maccary Bay
- 2016 : Mystic Force
- 2016 : Anamalie
- 2016 : Final Battle
- 2016 : Carpe Diem
- 2016 : Groovy
- 2016 : Mesmerize
- 2016 : Traveller
- 2017 : Shadowlands
- 2017 : Destruction Device
- 2017 : Spirit
- 2017 : Ferret
- 2017 : Teh Jazzes
- 2017 : Miami Nights
- 2018 : Spring Chicken
- 2018 : Sheep Reliability
- 2019 : Meditation
- 2019 : Epic
- 2019 : The Complete Game Music Bundle
- 2019 : Complete Collection (Creative Commons)
- 2020 : SCP-XXX
- 2020 : Relaxx
- 2021 : Missing Hits
- 2021 : The Waltzes
- 2021 : Missing Hits A to B
- 2021 : Missing Hits C to E
- 2021 : Missing Hits F to J
- 2021 : Missing Hits K to M
- 2021 : Missing Hits N to R
- 2021 : Missing Hits S to T
- 2021 : Missing Hits U to Z
- 2021 : Missing Hits Calmness
- 2023 : Over The Moon
- 2023 : Changes (with ON THE TRACK)
- 2023 : Robotik Party
- 2024 : 25 Years (Volume 1)
- 2024 : 25 Years (Volume 2)
- 2024 : Bops, Famous Ditties & Instrumentals
- 2024 : Purple Galaxy

### Singles et EP
- 2011 : The Cannery
- 2013 : Cipher
- 2014 : Tranquility 5
- 2014 : Sneaky Snitch
- 2014 : Fluffing a Duck
- 2014 : Orrganic Meditation
- 2014 : Touching Moments
- 2014 : Impact
- 2015 : Guts and Bourbon
- 2015 : Somewhere Sunny
- 2015 : Garden Music
- 2016 : Vicious
- 2017 : Ever Mindful
- 2018 : Magic Scout: A Calm Experience
- 2018 : Laserpack
- 2019 : Dream Catcher
- 2019 : Flying Kerfufle
- 2019 : Le Grand Chase
- 2019 : Crusade: Heavy Industry
- 2019 : OnionCapers
- 2019 : Envision
- 2019 : Glitter Blast
- 2019 : Leaving Home
- 2019 : Magistar
- 2019 : Midnight Tale
- 2019 : River Flute
- 2019 : Symmetry
- 2019 : Sovereign
- 2019 : Hustle Hard
- 2019 : Almost Bliss
- 2019 : Beauty Flow
- 2019 : Half Mystery
- 2019 : Past Sadness
- 2019 : Raving Energy
- 2019 : Rising Tide
- 2019 : Tyrant
- 2019 : Sincerely
- 2019 : Celebration
- 2019 : Deep and Dirty
- 2019 : Fuzzball Parade
- 2019 : Lotus
- 2019 : Realizer
- 2019 : Stay the Course
- 2019 : Verano Sensual
- 2019 : Wholesome
- 2019 : Farting Around
- 2019 : Aquarium
- 2019 : Monkeys Spinning Monkeys
- 2019 : A Kevin MacLeod Xmas
- 2019 : Folk?
- 2019 : Menagerie
- 2020 : Worldish
- 2019 : Scheming Weasel (Peukie Remix)
- 2020 : What You Want
- 2020 : Island Music
- 2020 : On Hold for You
- 2020 : Canons in D
- 2020 : Project 80s
- 2021 : World
- 2021 : Now That's Now!
- 2021 : Night in the Castle
- 2021 : Adventures in Adventureland
- 2021 : WOTSITS!!!!
- 2021 : Space Jazz
- 2021 : Ethereal Relaxation
- 2022 : Journey to Ascend
- 2022 : Boogie Party
- 2023 : Paradise Found
- 2023 : Goblin Tinker Soldier Spy
- 2023 : The August Album
- 2023 : Brain Dance
- 2023 : Cloud Dancer
- 2023 : Equatorial Complex
- 2023 : Galactic Rap
- 2023 : Lord of the Rangs
- 2023 : Mesmerizing Galaxy
- 2023 : Sergio's Magic Dustbin
- 2024 : That Zen Moment
- 2024 : 90mh (Sped Up)
- 2024 : Bush Trek
- 2024 : Mystic Australia
- 2024 : Outback Call
- 2024 : Sneaky Snitch Breakcore